# Francisca Cualladó Baixauli
Francisca Cualladó Baixauli (Valência, 3 de dezembro de 1890 — Benifaiós, 19 de setembro de 1936) foi uma mártir católica, morta durante a Guerra Civil Espanhola. Era uma simples costureira, sendo martirizada apenas por expressar publicamente sua fé e participação eucarística, sendo beatificada pelo papa João Paulo II em 11 de março de 2001. Sua festa é celebrada em 22 de setembro.